# Dolní Krupá (Boêmia Central)
Dolní Krupá é uma comuna checa localizada na região da Boêmia Central, distrito de Mladá Boleslav.